# 悠月アイシャ
悠月 アイシャ（ゆづき あいしゃ、1998年8月31日 - ）は、日本のAV女優。Wish（旧ギルフィー）所属していた。。現在は、天萬 愛紗（てんまん あいしゃ）に改名し、事務所はNAXプロモーション(New Actor eXperience)所属。

## 略歴
2016年10月、エスワン専属女優としてAVデビュー。
2017年1月をもって専属を離れ、企画単体女優となる。
2024年10月20日、自身のX(旧ツイッター)で天萬愛紗（てんまんあいしゃ）に改名し、事務所もNAXプロモーション(New Actor eXperience)に移籍を報告。

## 人物
デビュー時は南国ハーフとされたが、本人はクォーター（フィリピン、ドバイ、日本 ）であると発言している。
初体験は高校1年の時で、相手はYahoo!知恵袋をきっかけに知り合い交際していた3歳上の大学生。

## 作品

### アダルトDVD
- 新人NO.1STYLE 褐色の純真無垢少女 悠月アイシャ18才AVデビュー（10月7日、エスワン）
- 18才褐色少女の初イキ!初体験 4本番スペシャル（11月13日、エスワン）
- 感度200％!!無毛褐色おま●こ 初めてのパイパン潮吹きエクスタシー（12月13日、エスワン）

- 交わる体液、濃密セックス（1月13日、エスワン）
- 褐色白濁スプラッシュ（3月24日、FIRST STAR）
- モニタリング 新一年生JD娘×父親 18歳限定!! マジックミラーの向こうにはお母さん! 入学式直後の女子大生の娘とお父さんが2人きりの密室でHなミッションに挑戦! 成長した娘の身体に触れた父親は理性を失いマジックミラー越しに見える母の目の前で禁断の近親相姦してしまうのか?! －ま・さ・か・の連続射精スペシャル－（4月20日、SODクリエイト）※「さき」名義
- 新宿で声を掛けた可愛いお嬢さん2人組に「新作水着のモデルになって下さい」と声をかけ、撮影でテンションを上げてヌルヌル泡泡ソープ体験（5月3日、アイエナジー）※「あい」名義
- アキバで声をかけた地下アイドルとカメラ小僧が2人っきりでAV鑑賞（5月18日、アイエナジー）
- こんな女に騎られてみたい（6月30日、ワンズファクトリー）
- 年の差の数だけ種搾る（6月30日、光夜蝶）
- 友カノの寝取り顔を黙って売ってます（6月30日、NON）
- ゲスの極み映像 ギャル24人目（7月14日、フルセイル）
- コンドームなしでエッチな状況になったらどうなるのかをモニタリング 温泉街で声を掛けた大学生の友達男女が2人っきりで初めての混浴温泉 裸同士で水中バイブ体験!で火が付くのか?!…結果、燃え上がって一度射精してもおさまらず生ハメ生中出しに!!（7月20日、SODクリエイト）※「あゆみ」名義
- TAXI NTR 終電を逃したそこのラブラブカップルさん!偶然たまたま方向が同じなので良ければ我々大事な彼女さんとタクってイイですか!（8月7日、JET映像）※「アユミ」名義
- 伊豆修善寺温泉で見つけたFカップ以上の巨乳お嬢さん タオル一枚 男湯入ってみませんか? 史上最高に恥ずかしい特別ミッション! 「自分の股間に泡をつけて男性客の××を洗ってあげる。」 真夏のタワシ洗い・ツボ洗い・素股でオマ○コ密着大赤面スペシャル!!!（8月10日、SODクリエイト）※「れいな」名義
- 夏だよっ! 海ナンパ 2 土下座でオトして顔騎でイカせろ!! ビキニギャルと真夏の絶頂SEX（8月10日、ホットエンターテイメント）
- 潔癖症で童貞の僕を見下してる姉にイカ臭いアレの臭いでイタズラ。メチャクチャ怒られると思っていたのに、ドエロスイッチが入って僕の童貞を筆おろしされてしまった件（10月6日、NON）
- 生徒が犯した学校テロ ボクの通っている高●職員室のお茶に昏睡薬を混入して先生たちをやりまくったので投稿します。（10月19日、熟女はつらいよ）
- マジックミラー号 シロウト中出し祭り ハロウィン仮装ギャルナンパ in渋谷2017 ハロウィンの聖地新宿でナンパした極上のコスプレギャルがその場のノリでデカチン乱交グループSEX（11月2日、ROCKET）※「ゆう」名義
- 居酒屋ビル管理人は困っています 奥さん、酔ってるからってそんなところでオシッコしちゃだめですよ! 40名（11月19日、熟女はつらいよ）
- 町民たちはみんな顔見知り 家族の様なお付き合い だからこそ興奮するんですw 町内で唯一の産婦人科医師である私はご近所の奥さんたちのオマ●コを完全支配しています。（11月19日、熟女はつらいよ）
- 85発の100%生絞りザーメンをゴクゴク飲み干す（12月8日、FSナイツビジュアル）
- センズリ鑑賞会 29 恥じらい素人娘に見せつけちゃいました（12月10日、ホットエンターテイメント）
- 巨乳の前では男はみんな赤ん坊! おっぱいチューチュー授乳手コキされてみたい 4時間 16人（12月19日、Rookie）
- <悲報>睾丸に数十年間蓄積された固形黄色味帯びた精子を大量射精<悶絶> 引きこもりニートを救うカウンセラーのおばちゃんが媚薬を飲まされやられていた話 「ねぇあけて?出てきてよぉ?」「ん、お茶だしてくれるの?いいの?ありがとう」（12月19日、熟女はつらいよ）

- 求人募集:美容と睡眠がテーマの研究モニター:謝礼1万円 研究モニターと称した求人に応募した女性たちを眠らせ猥褻行為をしていた 「睡眠をしている間の内臓の動きや肌の具合をモニタリングして美容研究に役立てたい」 一部始終映像（1月19日、熟女はつらいよ）
- ｢ワタシ、男の玩具になるタメに生まれてきました｣  褐色エロ好き美少女! 「日本人の子を妊娠して帰ります…」(※私は日本在住の日本人です)（3月7日、ジェントルマン）
- 素人カップル対抗! 男女混合エロプロレス 3 〜勝てば賞金!負けたら自慢の彼女がリングで寝取られ罰ゲーム〜（3月21日、ROCKET）
- 本社の研修ルームで数々の被害者が… 研修に来た乳酸飲料レディの試飲ドリンクに睡眠薬を混入し昏睡させやりまくっていた映像を投稿します。（5月19日、熟女はつらいよ）
- 淫語かたりかけ自画撮りぐちゅぐちゅ連続絶頂指オナニー 4（6月21日、アイエナジー）
- 答えてちょうだい! 昼下がり奥さまたちのクンニインタビュー（7月19日、熟女はつらいよ）
- 新人女優に濃密レズ行為を繰り返す美人ヘアメイク（9月14日、パラダイステレビ）
- 放課後〜 金蹴り教室 2 金蹴り好きな女教師&JK達!!（10月12日、BLACK LABELブーツの館）
- 休日出勤の美人OLを狙った委託清掃員によるクロロホルム昏睡レイプ（10月13日、カルマ）
- 【完全撮りおろし】 全ての男が勃起する極上のカラダの素人 1（11月9日、プレステージ）※「イザベラ」名義
- 強制飲尿学園 小便直飲絶対服従令（11月16日、V&Rプランニング）
- 想像できない誰にも見せられない 有名私立女子●生の本性丸出しナマ交尾 04（11月23日、宇宙企画）

- いじめられっこ超絶パシリの逆襲計画 学校女子たちに買いに行かされたジュースに昏睡薬を混入そして…。（1月7日、東京スペシャル）他出演:桐山結羽、鈴屋いちご ほか
- SNSで知り合ったアメリカL.Aから遊びに来たアジア系アメリカ巨乳少女との動画を無許可AV発売してみたよ。（1月27日、FIRST STAR）
- 100万×中出し 女が欲しいのは愛かお金か中出しか!!?AV女優37人の新感覚中出しサバイバル!!（2月1日、本中）※AV OPEN 2018 企画部門2位
- ［東南アジア発］マニラの奇跡!! 褐色のG-CUPフィリピーナ（2月1日、キチックス）※「マイカ」名義
- ターゲットは女教師! 修学旅行の宿泊先旅館のポットに混入されていた睡眠薬 引率する女教師たちを狙った昏睡中出しレイプ 2（2月19日、熟女はつらいよ）
- 完全主観で貴方はビッチギャルたちのクラスメイト!生意気だけど偏差値低くてエロいんです!! 淫語ギャル学園 渋谷バイノーラル校（3月7日、ROCKET）
- オナニー大好き制服娘たちのパンチラ淫語誘惑 2（4月1日、Twin Tails）
- むっちりブルマ女子の半泣きお漏らしエクスタシー（5月1日、Twin Tails）
- 勃起乳首オーガズム 乳首だけでマジイキする淫乱乳首の女の子たち!!（6月1日、フェチLabo）
- 乳首ペット訓練所 乳首責めと手コキで脳が狂うM男ドキュメント（6月22日、RASH）
- セックスに興味を持ち始めた娘。質問責めからのチ●ポなぶりで妻よりも興奮してしまったダメな父(俺)（8月30日、NON）
- ごっくん志願! 22 ごっくん応募してきたクオーター美少女（9月1日、S.P.C）
- マジックミラー号 「童貞くんのオナニーのお手伝いしてくれませんか…」 夏のビーチで声を掛けた日焼け跡クッキリのライフセーバーが童貞救助実習! 心優しい美女が赤面しつつも優しく筆下ろし!（9月12日、SODクリエイト）
- 全裸肝試し 〜セックスの快楽は暗闇の恐怖に打ち勝つことができるのか?〜（9月12日、SODクリエイト）※「カレン」名義
- 素人娘達の（秘）足裏弄り観賞（10月1日、フェチLabo）
- 野外で初めての全裸!初めてのSEX!初めて尽くしの恥ずかしい（＞_＜）が止まらない!20名全員が初出演! 今年度入社した新卒うぶ女子社員たちの全力 青空♥スポーツテスト!（10月10日、SODクリエイト）※「田中樹里亜」名義
- 素人全裸観賞コレクション VOL.5（11月1日、ノリマサ工房）
- 潜入! メス獣ナイトサファリ ―男性器をヴァギナで喰らうケモノに襲われる恐怖パニック映像―（11月7日、SODクリエイト）
- 翔田千里のレズナンパ（12月19日、ルビー）

- 顔に似合わずお下品に股を開く援助女子●生に生中出し!（1月17日、宇宙企画）
- 小柄だけど巨乳デカ尻（2月1日、実録出版）
- マジックミラー号 異世界編（2月6日、ROCKET）
- ミスターミチル5周年記念専属女優オーディション Vol.2（2月6日、Mr.michiru）
- 「Hのプレイスタイルもアタッカーかな♥」 SEXだ〜い好きなサバゲ趣味のオタギャルちゃんとハッピー輪姦中出しセックス♪（2月13日、うさぎ）※「あい」名義
- おしっこ漏れ漏れ娘たちの我慢の限界!! VOL.3（3月1日、ノリマサ工房）
- ノーカットでお届けするノーハンドフェラチオ（4月1日、OFFICE K'S）
- 石橋渉の素人生ドルR VOL.30（4月1日、アートモード）
- ビキニHUNTING 38（5月1日、アートモード）
- アマゾネス（7月23日、SODクリエイト）
- 海ナンパ!! ビーチハンター 11（10月1日、アートモード）
- ダブルバーチャルレズベロキス 6（11月1日、ゑびすさん）
- 完全撮りおろし 乳首でイク女たち オーディション参加者15人! 寄りと引きの固定カメラで乳首イキを完全収録 乳首フェチがオナニーするための動画+逆乳首攻めで男もイカす15人分（11月12日、Mr.michiru）

- 敏感アクメ絶倫乳首レズ（1月1日、ゑびすさん）
- 濃厚な口臭嗅ぎ鼻舐めレズ（1月19日、ゑびすさん）
- 素人ナンパでセンズリ鑑賞 10 見るだけでいいんです!だからちょっと僕のチ●ポ見てもらえませんか?（2月19日、かぐや姫Pt）
- 素人娘の全裸図鑑 16 今時の女の子13名が恥らいながら脱衣していく様子をじっくり撮影した、変態紳士のためのヘアヌードコレクション（3月7日、かぐや姫Pt）
- 巨乳デリヘル（3月19日、ゲインコーポレーション）
- ベロ全開唾液レズ接吻（4月1日、ゑびすさん）
- 完全主観 バーチャル淫語ベロチュー（4月1日、ゑびすさん）
- 香り立つ雌臭嗅ぎあいレズビアン（4月19日、ゑびすさん）
- なかよし素人娘2人組とねっとりベロチューしながら焦らし手コキ 4 12人（5月7日、かぐや姫Pt）
- 超大量痰唾責め唾液うがい飲み顔面ぬるぬるレズ（5月19日、ゑびすさん）
- どこでもフェラさせられちゃう素人娘たち 2 仲良しダブルフェラ編 14名（5月19日、かぐや姫Pt）
- 角オナニー 擦り付けたら止まらない 4 13人（6月7日、かぐや姫Pt）
- 白濁マン汁掻き混ぜ指オナニー（8月1日、ゑびすさん）
- どこでもおしっこ! 素人娘の大放尿35人 スロー再生でじっくり鑑賞できるマニア向け映像 5（8月7日、かぐや姫Pt）
- アナル解禁! 〜全身つるっつるボディの全ての穴にぶっとい物が突き刺さる! 拡張されたアナルからはイヤラシイ音が鳴り響く!（8月25日、セレブの友）
- レズ解禁! 日焼けビキニレズビアン（10月19日、U&K）
- お座敷キャバのおっパブ嬢さんにベロチュー手コキで30分以内に射精できたら永久指名するよ説を試してみたところ…（11月5日、ゲッツ!!）
- 美女たちの足裏をふやけるまで舐めたい!DX（11月11日、レイディックス）

- 蒸れパンストソックス足指舐め 脚フェチレズ（1月4日、ゑびすさん）
- 居残り露出を楽しんでいた女教師はその一部始終が同僚にバレると羞恥快感に襲われうれション発情し…（3月11日、ゲッツ!!）
- 【NN基盤あり】 映像を勝手に垂れ流されて大炎上したハーフデリ嬢のアイシャちゃん どっきり生ハメアナルに「聞イテナイヨォ」とキレながらもイキまくるビッチちゃん 無許可で2穴再アップwww アイシャchan.（4月5日、山と空）
- 素人男女モニタリング実験でゲッツ! 厳しい女上司と気弱な巨根部下のチ◎コデッサン フル勃起してる部下チ◎ポにムラムラした女上司は禁断の中出し!! 200min 検証スペシャル（4月8日、ゲッツ!!）
- こんな私で「ごめんなさい」オナニー全員集合! 2（4月12日、セレブの友）
- ○○がリングコスチュームにきがえたら 彼女 あまね編（9月1日、SILVER BIRCH）
- 相撲猫闘(きゃっとふぁいと) レズ場所 ギャルデビュー 対 ヤリマンギャル（12月1日、SILVER BIRCH）

- セクシーアイドルプロレスリング トリプルフィニッシュ 鈴屋いちご（1月1日、SILVER BIRCH）

### アダルトVR
- 潮吹き褐色娘 生中出し（5月17日、ブイワンVR）
- ローション手コキ&極上のぬるぬるプレイ（5月17日、ブイワンVR）
- フェラするJK 感じてる顔見せて（6月15日、ブイワンVR）
- 生中出し オイルエステ 褐色のFカップ（7月31日、ブイワンVR）

- 男子がとても少ない僕の学校では女子の力が圧倒的。 真面目な僕をパンチラ・胸チラで挑発し遊ぶ女子たちに思わず勃起! 意外に大きい僕のチ●ポを見た女子たちは興味津々で…（7月31日、TMA）
- オチ●ポ奴隷 女子●生! 催眠術でエロエロぬぷぬぷ密着中出しSEX（9月8日、宇宙企画）
- 見上げてごらん（11月1日、がん見隊）

- 見つめあいTIME ノーモザイク（5月9日、がん見隊）
- VR SEX 〜ラブラブ密着膝のり〜フェラ〜接写クンニ〜一緒にお風呂でイチャイチャKiss〜デカ尻ピストンまじイキファック（9月25日、実録出版VR）
- 喫煙フェラチオVR 煙草とチ○ポを交互に吸う女たち（9月30日、SODクリエイト）
- 貞操観念が逆転した女子校の担任になれるVR（10月14日、SODクリエイト）
- 女部族ノ交尾儀式 未来繁栄の生贄となった（11月7日、SODクリエイト）
- VR 接写クンニ デカ尻娘大集合 四人収録 ファック一発&お風呂シーン付録!（12月9日、実録出版VR）
- VR フェラチオ図鑑 デカ尻娘大集合 四人収録 濃厚ファック一発付録!（12月9日、実録出版VR）

- 反省会 ノーモザイク（1月30日、ガン見隊）
- トゥワークダンスVR【超リアル本格ストリップ体験】デカ尻美女がゼロ距離セクシーダンス!高級CLUB潜入!!個室で杭打ちピストン騎乗位SEXもできちゃった♪（3月9日、SODクリエイト）
- 留学生だらけのシェアハウスに入居することになった僕（11月30日、TMA）

- 日本語学校 1-B 文化祭の出し物は【ピンサロ】アメリカから東南アジアまでフェラチオ文化交流 限定特別コース 【ハーレムコース】で世界の美人学生を独り占め!（5月20日、SODクリエイト）

### ネット配信
- マジ軟派、初撮。 852（6月22日、ナンパTV）※「あい」名義
- あいる（8月3日、ビニ本本舗）
- ラグジュTV 807（10月11日、ラグジュTV）※「イザベラ」名義

- あいしゃ（8月25日、夢中企画）
- 新人女優に濃密レズ行為を繰り返す美人ヘアメイク（9月14日、パラダイステレビ）
- 街頭シ●ウトナンパ 「あなたの陰毛見せて下さい」 ノリでSEXもお願い 11（12月1日、パラダイステレビ）

- 実は美人が多い建設現場の女性作業員を性感マッサージでとことんイカせてみた（3月22日、パラダイステレビ）
- フェラチオ♡特濃顔射♡20歳♡ハーフ娘の顔面に白濁精液大量ぶっかけ♡完全顔出し♡個人撮影（4月27日、すぺるまん@ふぇら大量顔射）※「セイカ」名義
- みんな大好きフィリピンパブ! 極上美人フィリピーナに中●ししたい（12月27日、パラダイステレビ）

- 麻璃亜（1月1日、ION イイ女を寝取りたい）
- 新・街頭シ●ウト娘ナンパ 「アナタのおっぱい見せて下さい!できればオマ●コも!」（2）（1月10日、パラダイステレビ）
- 連続憑依鬼HYOUI(ヒョウイー)のすったもんだ記録。 森で逃げ惑う今時女子大生に憑依したけども、レ●プ魔に追われてしまって立場逆転編（1月23日、SODクリエイト）
- アマゾネス first episode（3月4日、SODクリエイト）
- アマゾネス second episode（3月4日、SODクリエイト）
- アマゾネス final episode（3月4日、SODクリエイト）
- とあるヲタクの活動記録 8（3月31日、Cp田園）
- 温泉地で呼んだ女性マッサージ師がアジアンハーフっぽい時のヤレる感は半端ない（5月15日、パラダイステレビ）
- 自己紹介&相互舌観察濃密絡み合い唾液レズ接吻（7月7日、feti072.com）
- アイシャ ガチ素人個人撮影（7月8日、黒影）
- 乳首アクメレズビアン『乱れた乳首を正します!』（7月27日、feti072.com）
- 働く女性の蒸れたパンスト脚激臭嗅ぎ舐めレズ バニーガール編（9月7日、feti072.com）
- 真・最強痰唾女王『ALICE』様の痰唾溺れ責め顔面激舐めレズ（9月25日、feti072.com）
- 初対面童貞クンの底無しの性欲でパリピギャルが何度も絶頂☆SEXに目覚めた童貞のデカマラで百戦錬磨の鉄マンが決壊潮吹き!（10月3日、風呂船）
- ベロ観察・ベロ唾液フェチズム（10月4日、feti072.com）
- パンティー被り変態女オナニー（10月18日、feti072.com）
- バーチャル口臭嗅がせ鼻舐めレズ〜エステ編（10月30日、feti072.com）
- 唾・女体臭全身嗅ぎあいレズ（11月11日、feti072.com）
- 悠月アイシャちゃんの舌・口内自撮り（12月1日、feti072.com）

- バーチャルベロキス（2月7日、feti072.com）
- 【エキゾチックF巨乳】18歳ハーフ系GAL【中出し3連発!】すでに経験人数10人突破したヤリマン界期待のホープ現る!竹下通りでGET⇒乗馬マシン体験⇒エア騎乗位⇒膣奥ロデオ騎乗位!小麦色マ●コが真っ白ザーメンで溢れる連続中出し!（5月12日、黒船）※「セイラ」名義
- 個撮)南国ハーフ娘と日本人?お姉さん【黒乳首×ピンク乳首】「早く咥えたい!」二人ともチンポに夢中な姿がエロいです!（11月5日、【フェラチオハンター】りょう）※DVD『どこでもフェラさせられちゃう…』の悠月アイシャと若杉心南の出演部分

- 【個人撮影】アジア系ハーフの褐色美女と生ハメSEX_中出し映像を無断公開（7月24日、インディ）※「セイラ」名義
- 【個人撮影】アジア系ハーフの褐色肌のセフレ_イチャラブSEXを限定公開（7月31日、れいわしろうと）

### イメージDVD
- 性神秘（2017年9月29日、スパイスビジュアル）※「優月愛良」名義
- glamorous girl（2017年10月15日、スパークビジョン）※「希崎悠」名義
- final version（2021年11月15日、スパークビジョン）※「希崎悠」名義

### デジタル写真集
- SOD女子社員オールスターズ 淫乱OLの熟れ濡れ営業会議（2019年7月22日、撮影:西條彰仁、小学館）

## 出演

### 映画
- 108〜海馬五郎の復讐と冒険〜（2019年10月25日公開、ファントム・フィルム）[7]

## 掲載

### 雑誌
- 週刊ポスト 2019年8月2日号（小学館） - グラビア「SOD女子社員オールスターズ会社案内」